# Borama írás
A borama írás, más néven a gadabuursi ábécé (Borama: ), a szomáli nyelv egyik írásformája. A Gadabuursi klánhoz tartozó Abdurahman Sh. Nur sejk dolgozta ki 1933 körül.

## Története
Bár nem olyan széles körben ismert, mint az osmanya, a szomáli átírásának másik fő írásmódja, a borama jelentős irodalmat hozott létre, amely főként kaszída művekből áll.
A meglehetősen pontos fonetikus írásrendszert elsősorban  a létrehozó Nur sejk és társai használták szülővárosában, Boramában.

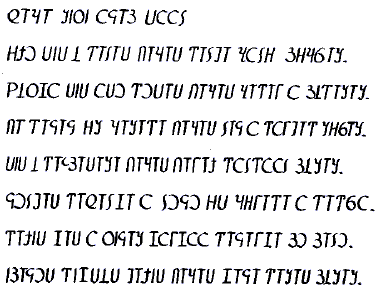
Egy kaszída vers az írásrendszer betűivel

## Fordítás
Ez a szócikk részben vagy egészben  a   Gadabuursi Somali Script című angol Wikipédia-szócikk ezen változatának fordításán alapul.  Az eredeti cikk szerkesztőit annak laptörténete sorolja fel. Ez a jelzés csupán a megfogalmazás eredetét és a szerzői jogokat jelzi, nem szolgál a cikkben szereplő információk forrásmegjelöléseként.